# Saaristoa
Saaristoa là một chi nhện trong họ Linyphiidae.